# Weir (Mississipi)
Weir és una població dels Estats Units a l'estat de Mississipi. Segons el cens del 2000 tenia 553 habitants.

## Demografia
Segons el cens del 2000, Weir tenia 553 habitants, 208 habitatges, i 149 famílies. La densitat de població era de 203,3 habitants per km².
Dels 208 habitatges en un 34,1% hi vivien nens de menys de 18 anys, en un 44,7% hi vivien parelles casades, en un 22,6% dones solteres, i en un 27,9% no eren unitats familiars. En el 25,5% dels habitatges hi vivien persones soles el 13,9% de les quals corresponia a persones de 65 anys o més que vivien soles. El nombre mitjà de persones vivint en cada habitatge era de 2,66 i el nombre mitjà de persones que vivien en cada família era de 3,19.
Per edats la població es repartia de la següent manera: un 31,1% tenia menys de 18 anys, un 9,9% entre 18 i 24, un 25,5% entre 25 i 44, un 18,1% de 45 a 60 i un 15,4% 65 anys o més.
L'edat mediana era de 34 anys. Per cada 100 dones de 18 o més anys hi havia 78 homes.
La renda mediana per habitatge era de 23.125 $ i la renda mediana per família de 28.472 $. Els homes tenien una renda mediana de 31.875 $ mentre que les dones 16.250 $. La renda per capita de la població era de 13.697 $. Entorn del 19,7% de les famílies i el 25,3% de la població estaven per davall del llindar de pobresa.

## Poblacions més properes
El següent diagrama mostra les poblacions més properes.